# Serie B 2008-2009 (pallanuoto maschile)

## Squadre partecipanti
| Promosse in A2                                | Squadre partecipanti | Squadre partecipanti |
| --------------------------------------------- | --- | --- |
| - Vigevano - Brescia - Pescara - Muri Antichi | Girone 1 - Andrea Doria - Fiorentina - Futura Prato - Lavagna '90 - Mameli - Rari Nantes Nervi - Padova 2001 - Piscine Vicenza - Sturla - Sport Management Girone 2 - Brescia - Busto - Cagliaritana - Canottieri Milano - Cus Milano - GEAS - Promogest - Ravenna - Vela Ancona - Vigevano | Girone 3 - Acilia - Anzio - Bari - Castelli Romani - Flegreo - Napoli - Payton Bari - Pescara - Tolentino - Tuscolano Girone 4 - Basilicata 2000 - Muri Antichi - Nautilus - Nuoto Napoli - Palermo - Pallanuoto Salerno - Pomigliano - Puntese Blu Team - Telimar Palermo - Messina |